# کینتاناس د گرماس
کینتاناس د گرماس (به اسپانیایی: Quintanas de Gormaz) یک دهستان در اسپانیا است که در سریا واقع شده‌است.

## خصوصیات
کینتاناس د گرماس ۳۰ کیلومترمربع مساحت و ۱۹۲ نفر جمعیت دارد.